# Abigael Marie von Stöcken
Abigael Marie von Stöcken, gift Brandt, född ungefär 1661, död 1714 i Köpenhamn, var en dansk adelsdam, gift med overrentemester Peter Brandt. Efter makens död 1701 blev hon överhovmästarinna för kronprins Kristian (VI). 
Hon var dotter till räntmästaren Henrik von Stöcken (1631–1681) och Anna Catharina von Felden (död 1673), och var syster till Cai Burchard, Christopher Ernst, Gerhard Christian och Hans Henrik von Stöcken. Hon gifte sig med Peter Brandt den 30 december 1678 i Köpenhamn. 
Med honom fick hon åtta barn, däribland Anna Cathrine Brandt (1680–1689) som nio år gammal dog i Sophie Amalienborgs slottsbrand, Christian von Brandt (1681–1708), Anna Margrethe Brandt (1683–1768), kommendörkapten och schoutbynacht Henrik Brandt (1687–1733), Vilhelm von Brandt (1688–1699), justitierådet Mathias Brandt (1691–1761) samt kabinettssekreteraren till drottning Sofia Magdalena (1700–1770) Carl von Brandt (1696–1738).
Tills hennes äldsta son blev myndig, förvaltade hon godset Pederstrup på Lolland där hon efterlämnade ett gott minne i trakten genom upprättandet av ett sjukhus i Vesterborgs socken.
Hon begravdes 30 januari 1714 bredvid maken i Sankt Petri Kirke i Köpenhamn.